# Yanqi (cheval)
Pour les articles homonymes, voir Yanqi.
Le Yanqi (chinois simplifié : 焉耆马 ; chinois traditionnel : 焉耆馬 ; pinyin : Yānqí mǎ) est une race de chevaux originaire du Xinjiang, en Chine. Issu du cheval mongol, cet animal répond à tous les besoins des habitants locaux, aussi bien pour la traction agricole que pour le bât et la selle. Les juments sont traites pour leur lait.

## Histoire
La race Yanqi est vraisemblablement issue du cheval mongol, amené dans la région à l'occasion des conquêtes mongoles du XIIIe siècle. Une nouvelle introduction de chevaux mongols a lieu en 1771. Il a été influencé plus récemment par le cheval du Don et le Trotteur d'Orlov, dans un but d'amélioration.

## Description
Il est étroitement apparenté au cheval mongol. Les femelles toisent 1,35 m en moyenne, et les mâles 1,42 m. La tête est sèche, généralement dotée d'un profil rectiligne, et longue. Certains chevaux présentent un profil dit « de lapin », avec une convexité limitée à la partie inférieure de la tête. Les yeux sont grands et bien ouverts, les oreilles bien plantées, les joues larges. L'encolure et le garrot sont de longueur, de hauteur et d'épaisseur moyennes,. La poitrine est modérément large et profonde. Le dos est long et plat, mais parfois étroit Le rein est long, parfois convexe et mal attaché à la croupe.  Les côtes sont bien incurvées, les articulations solides et les tendons bien développés. Les membres postérieurs présentent des jarrets clairement clos. Les crins sont fournis. 
Les robes les plus communes sont le bai clair, l'alezan et le noir,, souvent avec du pangaré. 
Les mâles sont considérés comme matures à l'âge de 36 mois (3 ans), les femelles à 48 mois (4 ans). 
Deux types se distinguent chez la race, le cheval des montagnes et le cheval du bassin. Le cheval du bassin est plus léger, celui des montagnes plus solide et massif.

## Utilisations
C'est un animal de travail qui répond à tous les besoins des habitants locaux, aussi bien pour les travaux de ferme de type labour, que pour le transport attelé, bâté ou monté. La race présente en effet de bonnes capacités de portage et d'endurance, un Yanqi peut parcourir 60 km en portant une charge de 100 kg. Les juments sont traites pour leur lait, elles en donnent environ 4,5 kg chaque jour. Testée sur sa production laitière, la race Yanqi a démontré que les femelles produisent en moyenne 392 kg de lait par lactation, pendant 90 jours.

## Diffusion de l'élevage
La région d'élevage se situe dans le Nord du Xinjiang, notamment à Hewing, Heshuo, dans le xian autonome hui de Yanqi, celui de Bohu, et dans la préfecture autonome mongole de Bayin'gholin. En 1980, 98 000 chevaux Yanqi sont répertoriés pour la FAO (l'étude de l'université d'Oklahoma donne cependant le chiffre d'un million de chevaux, ce qui semble être une erreur). L'effectif a fortement diminué, car en 2006, le nombre de chevaux restants est estimé se situer dans une fourchette entre 1 500 et 20 200 têtes. D'après l'évaluation de la FAO réalisée en 2007, ce cheval n'est pas menacé d'extinction.